# Yurika
Yurika Kobayashi (小林 友里花 Kobayashi Yurika?,  Hasuda, Japón; 29 de octubre de 1995), conocida artísticamente como Yurika (estilizada como YURiKA), es una compositora japonesa proveniente de la ciudad de Hasuda, en la prefectura de Saitama. Tiene un contrato con Toho Animation Records. Hizo su debut profesional en 2017 con su sencillo "Shiny Ray", canción que se utilizó como el primer tema de apertura de la serie de anime Little Witch Academia.

## Biografía
Desde una temprana edad había soñado en convertirse en artista musical. Comenzó a tocar el piano a los 3 años de edad, escuchando la música de Morning Musume y su subgrupo Minimoni. Durante la primaria, escuchó la canción "Genesis of Aquarion" por Akino en un comercial, la cual la llevó a interesarse en la música de anime y a su vez el deseo de interpretar canciones para anime. Su deseo de convertirse en artista musical de anime también se vio influenciada por la popularidad de las series Haruhi Suzumiya y K-On! en su momento.
En la secundaria, audicionó para el Animax Anison Grand Prix y otras competencias de canto relacionadas al anime. En 2014, obtuvo el sexto lugar en una competencia televisiva patrocinada por Nippon TV y el primer lugar en un concurso de canto musical de anime patrocinado por NHK. En 2016 ganó una audición patrocinada por la compañía de medios Toho y firmó un contrato con la discográfica Toho Animation Records.
Después de debutar con su sencillo "Shiny Ray", lanzó su segundo sencillo "Mind Conductor" el 24 de mayo de 2017; el cual de igual manera se utilizó como el segundo tema de apertura de Little Witch Academia. Su tercer sencillo "Kyōmen no Nami" (煌めく浜辺 The Waves on the Mirror's Surface?)fue lanzado el 6 de diciembre del mismo año. La canción fue utilizada como el tema de apertura de la serie de anime Houseki no Kuni. Para el 2018, interpretará una canción para la novela visual Summer Pockets.

## Discografía
| Título                                                | Ranking en Oricon |
| ----------------------------------------------------- | ----------------- |
| Shiny Ray - Lanzamiento: 22 de febrero de 2017        | 64                |
| Mind Conductor - Lanzamiento: 22 de mayo de 2017      | 75                |
| Kyōmen no Nami" - Lanzamiento: 6 de diciembre de 2017 | 43                |